# Yann Pivois
Yann Pivois (Le Mans, Maine i Loira, 20 de gener de 1976) és un ciclista francès, que va ser professional del 2005 al 2009.

## Palmarès
- 2001
  - 1r al Gran Premi des Grattons
- 2002
  - 1r al Trophée des Champions
- 2004
  - 1r al Tour Nivernais Morvan
  - 1r al Premi des Moissons
  - Vencedor d'una etapa al Tour de Nova Caledònia
- 2005
  - Vencedor d'una etapa a l'Essor breton
- 2007
  - 1r al Gran Premi de Fougères
- 2008
  - Vencedor d'una etapa al Tour de la Manche
- 2009
  - 1r a la Classique Champagne-Ardenne